# Menhir de Vaccil Vecchiu
Le menhir de Vaccil Vecchiu est un menhir situé à Grossa, dans le département de la Corse-du-Sud en France.

## Historique
En 1883, Adrien de Mortillet signale au lieu-dit « Stantaro », « une réunion de trois menhirs à peu près semblables qui devaient être disposés en triangle et distants entre eux d'environ 3 mètres. Le premier est aujourd'hui renversé et grande partie enterré. Le second est cassé en plusieurs morceaux. Seul le troisième est intact ; c'est une sorte de colonne ovale assez régulière qui se rétrécit un peu au sommet. Sa hauteur est de 3,20 m ». En 1893, de Mortillet complète sa description et mentionne que selon le propriétaire du terrain il y aurait eu autrefois cinq menhirs supplémentaires d'environ 1 m de hauteur, formant un pentagone devant les trois autres, qui furent enlevés car ils gênaient pour la culture.
Le menhir est classé au titre des monuments historiques par la liste de 1862.
En 2014-2015, le site fait l'objet de fouilles programmées afin de déterminer le contexte environnemental et archéologique au sein duquel le monument a été construit.

## Description
Des trois menhirs mentionnés par de Mortillet, il ne reste que celui qui était encore debout. Le menhir mesure 2,93 m hors sol. La fouille de 2014-2015 a permis de confirmer l'existence antérieure de deux files de menhirs distinctes orientées globalement nord-ouest/sud-est et de localiser cinq fosses d'implantation de menhirs désormais disparus. L'emplacement du grand menhir (2,59 m de longueur) actuellement couché en bordure de parcelle, et déjà mentionné par de Mortillet, a pu être retrouvé. Divers fragments de lamelles en obsidienne et quelques tessons de céramique ont été recueillis sur le site. L'ensemble laisse supposer que les mégalithes auraient été dressés au Bronze ancien. La datation au radiocarbone de charbons de bois recueillis sur place indique que le site aurait subi deux phases de destruction, une première durant l'âge du Fer (entre 359 et 274 av. J.-C.) et une seconde autour de 1 500 ap. J.-C..